# Андростенол
Андростенол — органическое соединение, неандрогенный стероидный спирт, обладает мускусным запахом, похож по структуре на дегидроэпиандростерон.

## Эпимеры
Существуют два эпимера андростенола: 3α и 3β. В природе встречается только 3α, тогда как 3β-андростенол обладает гораздо более низкой биологической активностью.

## В природе
α-Андростенол является половым феромоном свиней. Обнаружен в высокой концентрации в слюне кабана. Аналогичен половым гормонам, но в отличие от последних не обладает андрогенной активностью. Андростенол вырабатывается в яичках и найден не только у свиней, но и у других животных. У человека андростенол образуется надпочечниками и яичниками, детектируется в крови и моче и также играет роль феромона. Однако его точная функции у человека неизвестна.
Андростенол обнаружен в трюфелях, где является одним из ароматических компонентов, вызывающий специфический запах этих грибов. Считалось, что свиньи, которые известны своей способностью отыскивать растущие под землёй трюфели, ориентируются именно на запах андростенола. Однако, экспериментального подтверждения это предположение не нашло: основным компонентом трюфелевого аромата для свиней оказался «трюфелевый сульфид» 2,4-дитиапентан.

## Рецептор
Предполагается, что андростенол является модулятором ГАМКА-рецептора.